# 스택스 레코드

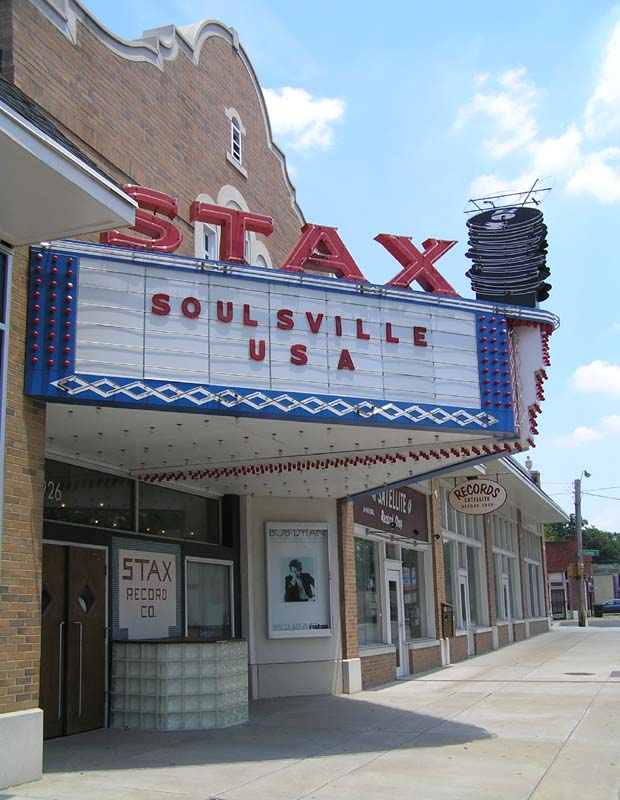

스택스 레코드(Stax Records)는 미국의 음반사이다. 1957년에 설립하였다. 최초 이름은 새틀라이트 레코드(Satellite Records)였으나 1961년 스택스 레코드로 사명을 변경하였고 자매 레이블인 볼트 레코드(Volt Records)와 함께 운영하였다.